# Biometrikus membránok
A biometrikus membránok (más néven biológiai membránok) a sejtekben előforduló, különböző tereket elválasztó felületek. Kettős foszfolipid réteg alkotja őket, ezek poláris (vízvonzó, hidrofil) fele kifelé néz, apoláris (víztaszító, hidrofób) fele pedig befelé, egymáshoz kapcsolódik. Halmazállapotuk félfolyékony, összetételük és a hőmérséklet ezt befolyásolhatja.

## Általános felépítés
- vizes közegben apoláris részeikkel egymás felé fordulnak, kettős membránt hoznak létre.
- 1 nanométernél kisebb részecskék átmehetnek akadálytalanul: szén-dioxid, víz, monoszacharidok, aminosavak
- féligáteresztő (szemipermeabilis) hártya

Forma szerint 3 csoportra oszthatók:
- kétrétegű felület: két térrészt választ el egymástól
- liposzóma: egy kisebb térrészt zár körbe
- micella: a molekulák apoláris felükkel befelé fordulva egy apoláris molekulát vagy molekulacsoportot vesznek körbe.

A sejtmembránok diszperz rendszerek, azaz heterogén rendszerek, melyeknél az egyik fázis részecskéi egyenletesen oszlanak el egy következő fázisig
Alapanyaga növények esetén cellulóz, gombáknál kitin (nitrogéntartalmú poliszacharid), baktériumoknál peptidoglükán (cukrok és aminosavak polimerje).

### A sejthártya felépítése
- kettős foszfolipid réteg (5-10 nm): a foszfatid molekulák fejét Ca2+ ionok kapcsolják össze
- fehérjék fontos alkotórészei (a membránba épülve):
  - transzport fehérjék, feladatuk: a sejt számára fontos anyagok érzékelése, megkötése, átjuttatása a sejthártyán
  - jelölő fehérjék: külső felszín fehérjéi, egyediek
  - (immunrendszer) receptor fehérjék: jelfelfogó fehérjék, meghatározott mintázatokat ismernek fel, pl. baktériumokét

## Feladatai
A sejthártya feladatai:
- elhatárolja a környezettől a sejtet
- összeköti környezetével
- tápanyagok átvitele (anyagok felvétele, leadása)
- védelem
- sejtek belső tereinek elválasztása (pl. sejtszervecskék, sejtmag)

Felületén a következők fordulhatnak elő:
- antigén: minden olyan anyag, amit az immunrendszer idegenként ismer fel (pl. baktériumok, bizonyos bomlástermékek, stb.)
- antitest: fehérje, amelyet bizonyos fehérvérsejt termel idegen anyag jelenlétére, az antigén lebontása céljából

- diffúzió elősegítése: nagyobb koncentrációjú helyről a kisebb felé történő anyagáramlás (pl. vízben a meszes héj nélküli tojás). A koncentrációkülönbség mozgatja.
- ozmózis: féligáteresztő hártyán át történő diffúzió. A hártya pórusain a nagyméretű molekula nem fér át, így az alacsonyabb sűrűségű hely felől fog a nagyobb felé anyagáramlás történni.
- aktív transzport: ATP-igényes folyamatok, illetve felszíni érzékelő és szállító molekulák kellenek hozzá.
  - legegyszerűbb esetben szállító és érzékelő rendszer megegyezik (ezen funkciókat fehérjék látják el)

Egy sejtben többféle biológiai membrán fordulhat elő:
- ER (endoplazmatikus retikulum): a sejthártyához nagyon hasonló hártyája van, a sejt belsejében helyezkedik el. Más típusú fehérjék vannak benne, mint a sejtmembránban.
- sejtmaghártya: a sejtmagot választja el a sejt többi részétől. Az ER-ből alakult ki, sejtosztódáskor is ebből képződik újra. Pórusok törik át, ezeken át valósul meg a szelektív transzport.
- Golgi-készülék (-apparátus): vastag membránja van, ami a sejthártya vastagságát is elérheti. A fehérjék szétválogatásában vesz részt.
- lizoszóma: az ER képződménye, a lebontó folyamatokban vesz részt.